# Schwedische Badmintonmeisterschaft 1938
Die Schwedische Badmintonmeisterschaft 1938 fand in Malmö statt. Es war die zweite Austragung der nationalen Titelkämpfe im Badminton in Schweden.

## Titelträger
| Disziplin    | Sieger                                            |
| ------------ | ------------------------------------------------- |
| Herreneinzel | Bengt Polling Malmö BK                            |
| Dameneinzel  | Thyra Hedvall SBK                                 |
| Herrendoppel | Sture Ericsson Gösta Kjellberg Brandkårens IK SBK |
| Damendoppel  | Thyra Hedvall Märtha Sköld SBK                    |
| Mixed        | Bengt Polling Gulli Paulsson Malmö BK             |